# ВЭС Жепин
ВЭС Жепин — ветровая электростанция на западе Польши, в Любуском воеводстве.
Площадка для станции выбрана недалеко от городка Жепин (восточнее границы с Германией, близ Франкфурт-на-Одере). В 2015 году здесь ввели в эксплуатацию 29 ветровых турбин датской компании Vestas типа V100/2000 с единичной мощностью 2 МВт и диаметром ротора 100 метров.